# 龜港里
龜港里，舊稱「龜仔港」，前身「龜港村」，位於臺灣臺南市六甲區西北端，劃為10鄰，為六甲區、柳營區、下營區等三區之中心點。交通上有台1線穿越，並且鄰近台鐵林鳳營車站，交通較為便利。經濟主要為農業。